# Leif Högström
Leif Nils Oskar Högström (Estocolmo, 4 de julio de 1955) es un deportista sueco que compitió en esgrima, especialista en la modalidad de espada.
Participó en dos Juegos Olímpicos de Verano en los años 1976 y 1980, obteniendo una medalla de oro en Montreal 1976 en la prueba por equipos. Ganó una medalla de oro en el Campeonato Mundial de Esgrima de 1977.

## Palmarés internacional
| Juegos Olímpicos   | Juegos Olímpicos         | Juegos Olímpicos | Juegos Olímpicos   |
| Año                | Lugar                    | Medalla          | Prueba             |
| ------------------ | ------------------------ | ---------------- | ------------------ |
| 1976               | Montreal (Canadá)        | Medalla de oro   | Espada por equipos |
| Campeonato Mundial |                          |                  |                    |
| Año                | Lugar                    | Medalla          | Prueba             |
| 1977               | Buenos Aires (Argentina) | Medalla de oro   | Espada por equipos |